# Kabinetten-Hertzog
Zuid-Afrika kende tussen 1924 en 1939 4 kabinetten-Hertzog.

## Kabinet Hertzog-Creswell I (1924-1929)
- Nasionale Party
- South African Labour Party

- James Barry Munnik Hertzog (NP) - premier en minister van Buitenlandse Zaken
- Kolonel Frederic Creswell (SALP) - minister van Defensie en van Arbeid
- Daniel François Malan (NP) - minister van Binnenlandse Zaken, Onderwijs en Volksgezondheid
- James Barry Munnik Hertzog (NP) - minister van Naturellen Zaken
- Tielman Johannes de Villiers Roos (NP) - minister van Justitie
- Nicolaas Christiaan Havenga (NP) - minister van Financiën
- Peter Geert Wessel Grobler (NP) - minister van Land
- Jan Christoffel Greyling Kemp (NP) - minister van Landbouw
- Frederik William Beyers (NP) - minister van Mijnbouw en Industrie
- Thomas Boydell (SALP) - minister van Openbare Werken, Posterijen en Telegrafie
- Charles Wynazd Marias Malan - minister van Spoorwegen en Havens

Wijzigingen
- 1925: Walter Bayley Madeley (SALP) volgt Boydell op als minister van Openbare Werken, Posterijen en Telegrafie. Boydell volgt Creswell op als minister van Arbeid.

## Kabinet-Hertzog-Creswell II (1929-1933)
- Nasionale Party
- South African Labour Party

- James Barry Munnik Hertzog (NP) - premier en minister van Buitenlandse Zaken
- Kolonel Frederic Creswell (SALP) - minister van Defensie en van Arbeid
- Daniel François Malan (NP) - minister van Binnenlandse Zaken, Onderwijs en Volksgezondheid
- Ernest George Jansen (NP) - minister van Naturellen Zaken en Irrigatie
- Oswald Pirow (NP) - minister van Justitie
- Nicolaas Christiaan Havenga (NP) - minister van Financiën
- Peter Geert Wessel Grobler (NP) - minister van Land
- Jan Christoffel Greyling Kemp (NP) - minister van Landbouw
- Adriaan Paulus Johannes Fourie (NP) - minister van Mijnbouw en Industrie
- Henry William Sampson (SALP) - minister van Openbare Werken, Posterijen en Telegrafie
- Charles Wynazd Marias Malan - minister van Spoorwegen en Havens

## Kabinet-Hertzog-Smuts I (1933-1938)
- Nasionale Party (tot 1934)
- Suid-Afrikaanse Party (tot 1934)
- Verenigde Party (sinds 1934)

- James Barry Munnik Hertzog (VP) - premier en minister van Buitenlandse Zaken
- Oswald Pirow (VP) - minister van Defensie, Arbeid en Spoorwegen en Havens
- Jan Hofmeyr (VP) - minister van Binnenlandse Zaken en Onderwijs
- Pieter Gert Wessel Groblet (VP) - minister van Naturellen Zaken
- Jan Smuts (VP) - minister van Justitie
- Nicolaas Christiaan Havenga (VP) - minister van Financiën
- Deneys Reitz (VP) - minister van Land
- Jan Christoffel Greyling Kemp (VP) - minister van Landbouw en Bosbouw
- Adriaan Paulus Johannes Fourie (VP) - minister van Handel en Industrie, Arbeid en Sociale Welvaart, Spoorwegen en Havens
- Patrick Duncan (VP) - minister van Mijnbouw
- Charles Francis Clarkson (VP) - minister van Openbare Werken, Posterijen en Telegrafie
- Richard Stuttaford (VP) - minister van Volksgezondheid en minister zonder Portefeuille

Wijzigingen
- 1935: Jan Christoffel Greyling Kemp (VP) volgt Reitz op als minister van Land. Reitz volgt Kemp op als minister van Landbouw en Bosbouw.
- 1936: Jan Hofmeyr (VP) volgt Duncan op als minister van Mijnbouw en hij volgt Fourie op als minister van Arbeid en Sociale Welvaart. Richard Stuttaford (VP) volgt Hofmeyr op als minister van Binnenlandse Zaken en Volksgezondheid. Frederick Claud Starrock volgt Stuttaford op als minister zonder Portefeuille.

## Kabinet-Hertzog-Smuts II (1938-1939)
- Verenigde Party

- James Barry Munnik Hertzog (VP) - premier en minister van Buitenlandse Zaken
- Oswald Pirow (VP) - minister van Defensie, Arbeid en Spoorwegen en Havens
- Richard Stuttaford (VP) - minister van Binnenlandse Zaken en Volksgezondheid
- Henry Allan Fagan (VP) - minister van Naturellen Zaken
- Jan Smuts (VP) - minister van Justitie
- Nicolaas Christiaan Havenga (VP) - minister van Financiën
- Jan Christoffel Greyling Kemp (VP) - minister van Land
- William Richard Collins (VP) - minister van Landbouw en Bosbouw
- Oswald Pirow (VP) - minister van Handel en Industrie, Arbeid en Sociale Welvaart
- Jan Hofmeyr (VP) - minister van Mijnbouw
- Charles Francis Clarkson (VP) - minister van Openbare Werken, Posterijen en Telegrafie
- Adriaan Paulus Johannes Fourie (VP) - minister van Spoorwegen en Havens
- Henry Allan Fagant (VP) - minister van Onderwijs
- Robert Hugh Henderson (VP) - minister zonder Portefeuille